# ヴィクトリア・デュブール
ヴィクトリア・デュブール、結婚後は、ヴィクトリア・ファンタン＝ラトゥール（Victoria Dubourg 、 Victoria Fantin-Latour 、1840年12月1日 – 1926年9月30日）はフランスの画家である。画家のアンリ・ファンタン＝ラトゥールと結婚した。印象派の画家たちのなかで活動した。

## 略歴
パリで生まれた。ファニー・シャロンから絵を学んだ。1860年頃、エドゥアール・マネと知り合い、影響を受けた。1866年に、ルーヴル美術館で作品を模写して修行していた時に、同じく作品の模写をしていたアンリ・ファンタン＝ラトゥールと出会い、2人は1876年に結婚した。ヴィクトリア・デュブールは1869年からサロン・ド・パリに出展し、結婚後も花を描いた絵が得意であった夫の助手として働く一方、「V.デュブール」の署名のまま作品を制作し発表した  。夫とともにイギリスのロイヤル・アカデミー・オブ・アーツの展覧会に出展した。パリのサロンで1894に佳作を受賞し、1895年にメダルを得た。
1904年に夫が亡くなると、回顧展の開催に尽力し、その後も夫の作品の総目録(カタログ・レゾネ)の整備に時間を費やした。
1920年にレジオンドヌール勲章（シュヴァリエ）を受勲した。

## 作品

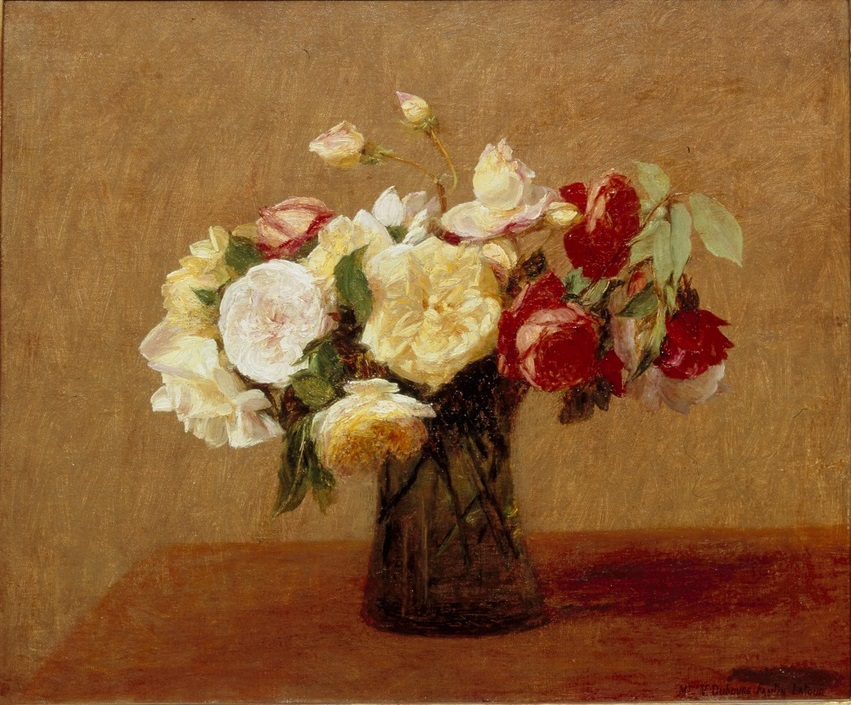
花瓶と花(1876)
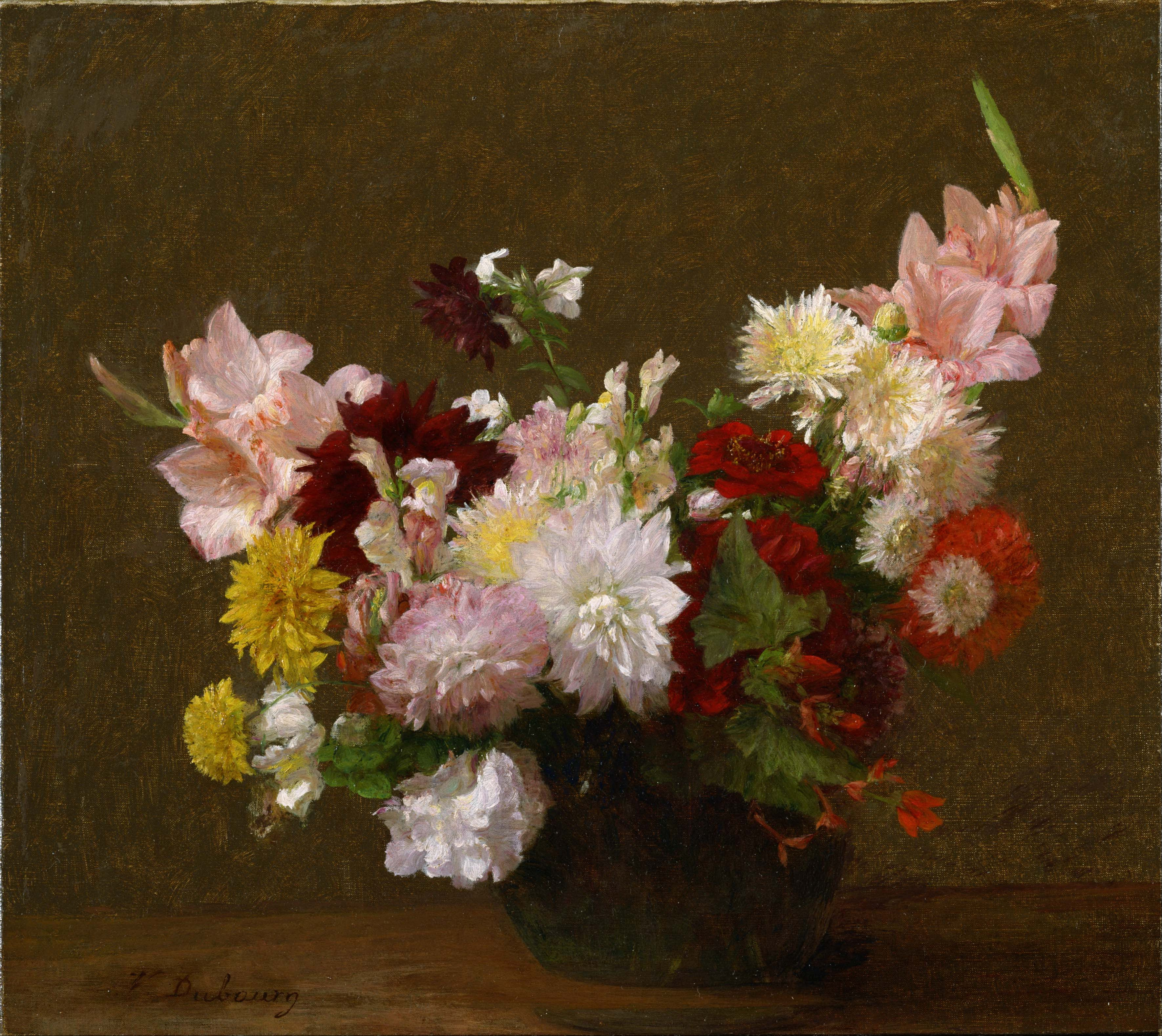
「花」 国立西洋美術館蔵
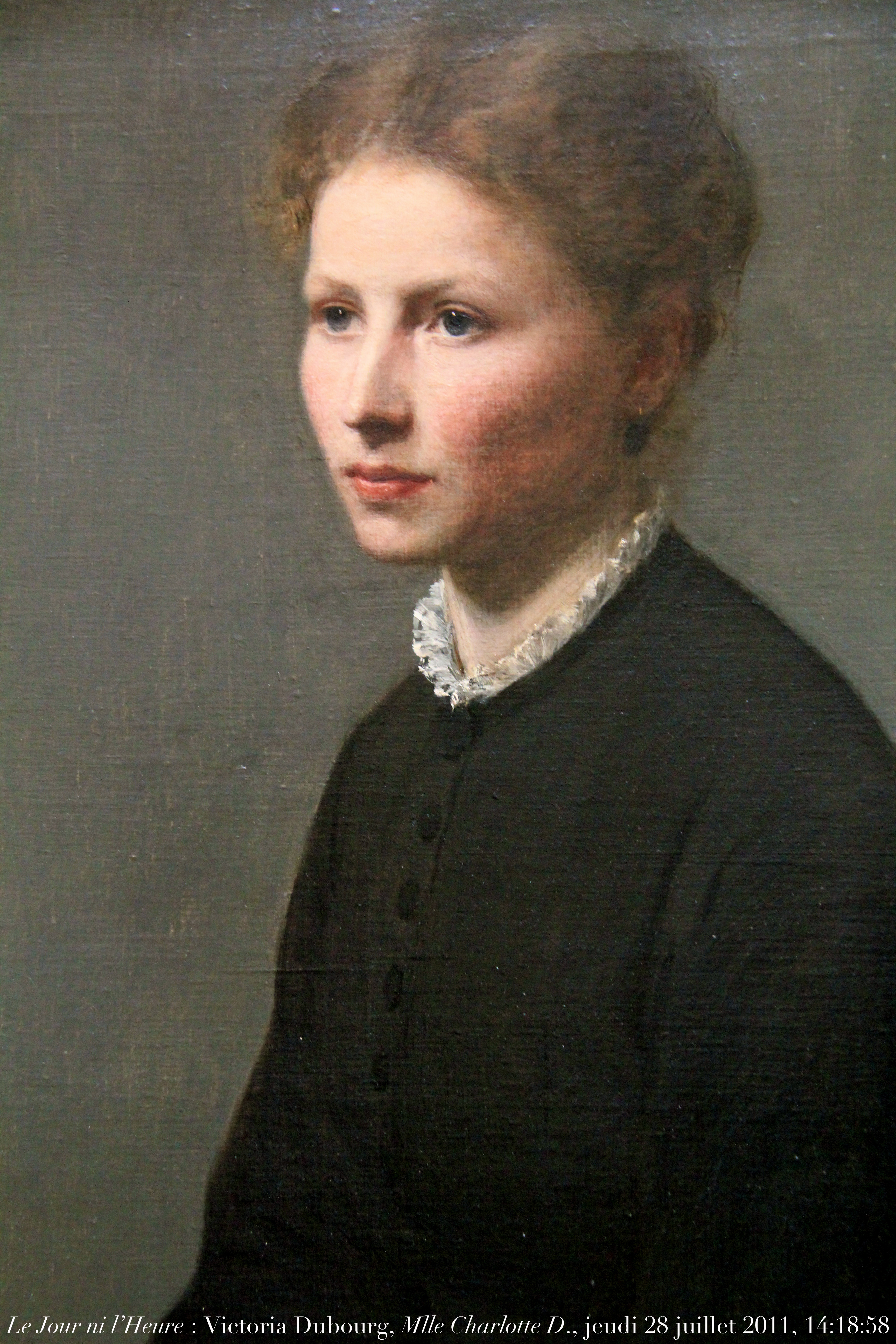
肖像画